# Київський академічний університет
Державна наукова установа «Київський академічний університет» (Київський академічний університет або КАУ) — дослідницький університет подвійного підпорядкування НАН України та МОН. Створено розпорядженням Кабінету міністрів України від 14 грудня 2016 р. № 962-р  шляхом реорганізації Фізико-технічного навчально-наукового центру НАН України (ФТННЦ), відомого раніше як Київське відділення Московського фізико-технічного інституту (КВ МФТІ). КАУ є реалізацією в Україні, на університетському рівні, системи дуальної освіти для Національної академії наук. Основний принцип освітньої діяльності КАУ - "навчання через дослідження". Основними структурними одиницями КАУ є кафедри при базових інститутах НАН України (освітньо-наукові підрозділи) та центри досліджень.

## Історія

### КВ МФТІ (1978-1997)
Київське відділення МФТІ було створено у 1978 році за ініціативи президента АН УРСР академіка Бориса Євгеновича Патона, спираючись на позитивний досвід "виїзної" кафедри МФТІ, заснованої в Києві при Інституті кібернетики академіком В. М. Глушковим ще у 1967 році. Київське відділення вперше реалізувало в Україні систему елітарної фізико-технічної освіти — «систему фізтеху», яку Петро Леонідович Капіца, один з ініціаторів створення МФТІ, сформулював через три основні принципи
:
1. Підготовка студентів за спеціальністю проводиться безпосередньо науковцями базових інститутів на новому технічному обладнанні цих установ;
2. Підготовка у базових інститутах передбачає індивідуальну роботу з кожним студентом;
3. Кожен студент повинен брати участь в науковій роботі, починаючи з другого-третього курсу.

Таким чином, Київське відділення розширило мережу базових кафедр МФТІ, на декілька інститутів АН УРСР: Інститут кібернетики, Інститут електрозварювання, Інститути проблем матеріалознавства і металофізики, та Інститут фізіології. Першим директором КВ МФТІ став академік Платон Костюк, а його заступником — Валентин Черепін.
Робота КВ МФТІ полягала в організації в Києві цільового набору, у рамках якого абітурієнти зі всієї України вступали у "Київські групи" і протягом чотирьох років отримували високоякісну базову освіту у підмосковному містечку Долгопрудний на відповідних факультетах МФТІ, що вважався на той час радянським аналогом Массачусетського технологічного інституту (MIT).[джерело?] Наукову роботу "київські" студенти починали на другому-третьому курсах у московських академічних інститутах, однак з 5-го курсу повертались до Києва і продовжували навчання і наукову роботу вже на кафедрах при базових інститутах АН УРСР, і по закінченні 6-го курсу, після захисту дипломної роботи, отримували дипломи МФТІ зі спеціальності "прикладна математика і фізика".

### ФТННЦ (1997-2016)
Після набуття Україною незалежності, у 1997 році було створено Фізико-технічний навчально-науковий центр НАН України (ФТННЦ), директором якого став член-кореспондент НАН України В.Т. Черепін. КВ МФТІ, до якого додалась кафедра при Інституті фізики НАН України, увійшло до складу ФТННЦ. Також до складу ФТННЦ увійшла Лабораторія новітньої електроніки при Інституті металофізики. Зміни для студентів полягати в тому, що військову підготовку вони почали проходити виключно в Києві. Також ФТННЦ почав заключати контракти на навчання зі студентами (їхніми батьками), що, зокрема, зобов'язували їх повертатись в Україну після бакалаврату МФТІ.
Загалом, за роки існування Київського відділення МФТІ, з 1978 до 2015 р., було підготовлено 981 молодого науковця, з яких 281 захистили кандидатські, 30 — докторські дисертації, а четверо стали членами-кореспондентами НАН України.

### КАУ
Рішення про реформування ФТННЦ у Київський академічний університет НАН України та МОН було прийнято на спільній Колегії МОН та НАН України 25 березня 2016 р. та затверджено розпорядженням Кабінету міністрів , згідно з яким Київський академічний університет є повним правонаступником ФТННЦ.
Бакалаврський рівень підготовки студенти КАУ отримують у Київському національному університеті імені Тараса Шевченка — для цього створюються спеціальні виділені групи КАУ. З II-III курсу студенти розподіляються на базові академічні кафедри КАУ і залучаються до наукової роботи в академічних інститутах чи в центрах досліджень КАУ .

## Базові кафедри
- Кафедра прикладної фізики та матеріалознавства (на базі Інституту електрозварювання ім. Є. О. Патона НАН України).
- Кафедра прикладної фізики та наноматеріалів (на базі Інституту металофізики ім. Г. В. Курдюмова НАН України).
- Кафедра фундаментальних проблем загальної та прикладної фізики (на базі Інституту фізики НАН України).
- Кафедра біофізики і молекулярної фізіології (на базі Інституту фізіології ім. О. О. Богомольця НАН України).
- Кафедра теоретичної кібернетики та методів оптимального управління (на базі Інституту кібернетики ім. В. М. Глушкова НАН України).
- Кафедра теоретичної та математичної фізики (на базі Інституту теоретичної фізики ім. М. М. Боголюбова НАН України).
- Кафедра математики (на базі Інституту математики НАН України).

## Відомі професори
- Войтенко Нана Володимирівна — українська нейробіологиня, електрофізіологиня, дослідниця болю.
- Григоренко Георгій Михайлович (1939-2019) — український матеріалознавець, фахівець з електрометалургії, академік НАН України.
- Досенко Віктор Євгенович — український патофізіолог, генетик.
- Костюк Платон Григорович (1924-2010) — відомий у світі фізіолог, нейрофізіолог, біофізик, академік НАН України, засновник КВ МФТІ.
- Кришталь Олег Олександрович — вчений у галузі біофізики, академік НАН України, один із найчастіше цитованих українських вчених у світі.
- Магура Ігор Сильвестрович (1928-2022) — український нейробіолог, академік НАН України.
- Молодкін Вадим Борисович (1941-2022) — учений у галузі теорії твердого тіла і фізики металів, член-кореспондент НАН України.
- Немошкаленко Володимир Володимирович (1933-2002) — український вчений у галузі спектроскопії твердого тіла та електронної структури речовини, академік НАН України.
- Черепін Валентин Тихонович (1930-2020) — український фізик, фахівець у галузі фізичного металознавства та фізики поверхонь, член-кореспондент НАН України, засновник КВ МФТІ.
- Шарапов Сергій Геннадійович — український фізик, фахівець з теорії графену та надпровідності.
- Яценко Леонід Петрович — український фізик, фахівець з нелінійної оптики, академік НАН України.